# Herbert Bayer

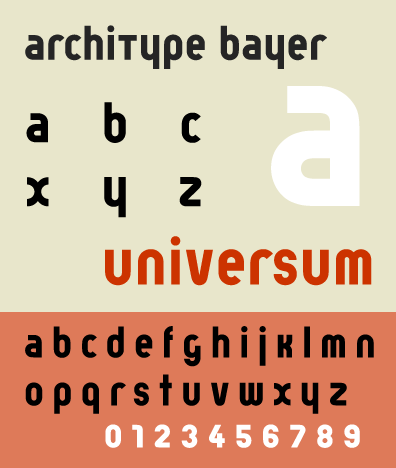
Il carattere Architype Bayer del 1925

Herbert Bayer (Haag am Hausruck, 5 aprile 1900 – Montecito, 30 settembre 1985) è stato un artista e grafico austriaco.

## Biografia

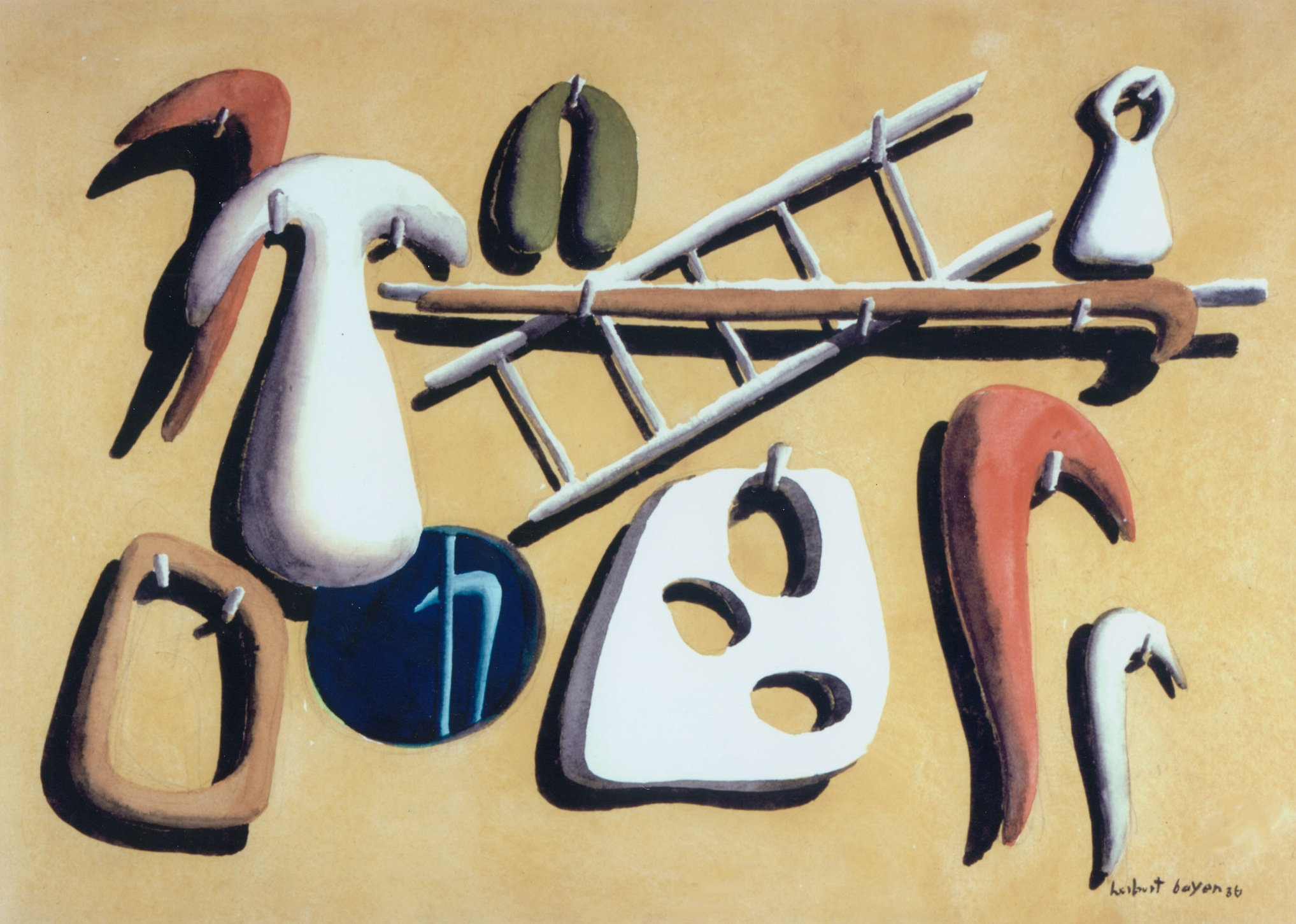
Stadelwand, 1936, Centro M.T. Abraham per le Arti Visuali

Bayer fu apprendista di Georg Schimdthammer a Linz. Dopo aver lasciato il laboratorio per intraprendere gli studi alla Colonia degli artisti di Darmstadt (Darmstädter Künstlerkolonie), iniziò a nutrire interesse per il Bauhaus di Walter Gropius. Dopo aver studiato per quattro anni al Bauhaus sotto la supervisione di Vasilij Kandinskij e László Moholy-Nagy, Gropius lo nominò direttore dei settori stampa e pubblicità.
Nell'ottica di un minimalismo riduttivo, Bayer sviluppò uno stile visuale brusco, essenziale, e per la maggior parte delle pubblicazioni del Bauhaus utilizzò caratteri sans serif esclusivamente minuscoli. Nel 1925 inventò il carattere sans serif (senza grazie) che inizialmente era senza caratteri maiuscoli; in seguito prese il nome di Universal e poi, in forma digitale, l' Architype Bayer, che è collegato all'Architype Schwitters.
Bayer fu uno dei tanti tipografi del periodo, assieme a Kurt Schwitters e Jan Tschichold, a sperimentare la creazione di un alfabeto semplificato maggiormente basato sulla fonetica.
Nel 1925 sposò la fotografa Irene Bayer-Hecht dalla quale ebbe una figlia nel 1929 e da cui divorziò nel 1945, sebbene fossero separati da anni.
Nel 1928 Bayer lasciò il Bauhaus per diventare direttore artistico dell'ufficio berlinese della rivista Vogue. Nel 1937, dopo la condanna nazista dell'arte degenerata, lavorò in Italia e nel 1938 fuggì negli Stati Uniti e si stabilì a New York, dove si distinse per lungo tempo in quasi tutte le manifestazioni delle arti grafiche. Nel 1946 si trasferì ancora, stavolta ad Aspen, in Colorado, assunto dal visionario uomo d'affari Walter Paepcke, che cercava di promuovere l'immagine dello sci, per renderlo uno sport popolare. Con questi pubblicò l'importante WORLD GEO-GRAPHIC ATLAS, in collaborazione col geografo Luigi Visintin ed altri. Bella la sua parte grafica nel Goldmanns Grosser Weltatlas, di cui lo stesso Visintin era autore (cartografia) insieme a W. Goldman.
Il lavoro architettonico di Bayer è visibile nel palazzo dell'Aspen Institute (che Bayer contribuì a disegnare) e nella Wheeler Opera House, da lui ristrutturata. La sua produzione di poster promozionali sullo sci era incentrata sull'associazione dello sport con l'intelligenza, le emozioni e il glamour. Bayer lavorò ad Aspen fino alla metà degli anni settanta e donò al Museo di Denver circa 8.000 delle sue opere. Nel 1959 disegnò il fonetik alfabet, un alfabeto fonetico, per l'inglese. Era anch'esso sans serif e senza maiuscole. Aveva simboli speciali per le parole che terminavano in -ed, -ory, -ing, e -ion, e per i digrammi ch, sh, e ng. Le doppie consonanti erano indicate con una sottolineatura. Le opere di Bayer appaiono in importanti collezioni pubbliche e private, tra le quali il List Visual Arts Center del MIT.